# 안드레이스 페레플료트킨스
안드레이스 페레플로트킨스(라트비아어: Andrejs Perepļotkins, 1984년 12월 27일~)는 라트비아의 축구 선수이다. 현역 시절 FC 메탈리스트 하르키우, RSC 안데를레흐트, 사우샘프턴 FC, 보헤미안 FC와 더비 카운티 FC 등 많은 외국 축구팀에서 활동하였다. 국제 대회에는 라트비아 축구 국가대표팀 소속으로 활약하였다.